# Heinrich Meldahl
Heinrich Joachim Meldahl (8. september 1776 i København – 24. februar 1840) var en dansk jernstøber og arkitekt, far til arkitekt Ferdinand Meldahl, general Carl Meldahl samt Henrik Meldahl, som overtog støberiet.
Han var født i København, hvortil hans fader, der var murer, var indvandret fra Tyskland. Efter at han var blevet murersvend, virkede han en tid som bygmester i Norge, idet han opførte en del gårde ved Christiania; han kom derefter i arbejde hos Jacob Aall på Næs Jernværk og vendte derpå tilbage til København, hvor han 1811 fik bevilling til at oprette et jernstøberi. Det blev anlagt på Vesterbro, først som en filial af Næs, men senere som selvstændig virksomhed. Det var det 3. jernstøberi i Danmark, men Meldahl har, hedder det, "først vist, hvorledes Jærnstøbning bør være". Han blev hurtig kendt som den bedste danske jernstøber og søgtes derfor af mange, men han var ikke altid let tilgængelig. Han valgte det arbejde, han ville udføre. Efter hans død fortsattes virksomheden af hans enke, Benedicte Louise f. Hansen (1796 – 24. september 1845).
Sønnen Henrik Meldahl, der 1840 kom ypperlig oplært hjem fra England, rejste, efter at have sat jernstøberiet i ny gang, på ny ud og bragte sine nye arbejdsmetoder til Næs, til Bergen og ved Würden i Stettin; først efter moderens død overtog han støberiet, hvori den yngre søn, kammerherre Ferdinand Meldahl, i meget ung alder havde arbejdet som former. Han drev det til sin død, 17. maj 1893.

## Værker
- Sidefløje til hovedbygningen på Næs Jernværk, Norge (1806)
- Højovn på Næs (1806)
- Flere landbrugsbygninger ved Christiania (Oslo)
- Forslag til Ulefos hovedbygning, Holden (1808)
- Fabriksbygning, Vesterbrogade 28, København (1811, senere udvidet, nedrevet)
- Egen butik, sammesteds (1830, nedrevet ca. 1885)
- Forslag til gitter og lygtepæl, Kongens Nytorv (1836)
- Repræsenteret med ovne på norske og danske museer og herregårde, bl.a. Rød, Ulefos, Næs, Sorø Akademi og Pederstrup

Tilskrivning:
- Nicolai Benjamin Aalls gravstøtte med urne, Østre Porsgrunn, Norge (ca. 1806)

Tegninger til kakkelovne fremstillet på Næs og Vesterbro:
- Adskille modeller tegnet 1804-37, bl.a.: Kolonneovn (1804); Apollo med Lyre (1806, hjørneovn); Centauren (1807); Mindeovn (1807); Sphinxen (1807); Løven (1807); Apis (1809); Vindovn (1809)

Skriftlige arbejder:
- Tegninger af Næs Jernverks Kakelovne, 1. Hefte, 1809 (12 tavler, salgskatalog)